# Ammothea victoriae
Ammothea victoriae is een zeespin uit de familie Ammotheidae. De soort behoort tot het geslacht Ammothea. Ammothea victoriae werd in 2007 voor het eerst wetenschappelijk beschreven door Cano & López-González. 